# Quercus senescens
Quercus senescens är en bokväxtart som beskrevs av Hand.-mazz. Quercus senescens ingår i släktet ekar, och familjen bokväxter.

## Underarter
Arten delas in i följande underarter:
- Q. s. muliensis
- Q. s. senescens